# アンドロニコス1世 (トレビゾンド皇帝)
アンドロニコス1世ギドス（Ανδρόνικος Α' Γίδος, Andronikos I Gidos, ? - 1235年）は、トレビゾンド帝国の第2代皇帝（在位：1222年 - 1235年）。初代皇帝アレクシオス1世の娘婿。

## 生涯
1222年、義父の後を継いで即位する。この頃のトレビゾンド帝国はスィノプの戦いでアレクシオス1世がルーム・セルジューク朝に大敗したことから、その服属下に置かれていたが、アンドロニコス1世はこの窮地を脱するため、スィノプ奪回の軍を差し向けたのである。ところが、セルジューク軍の逆襲を受けて軍は壊滅し、逆にトレビゾンドを包囲されてしまった。トレビゾンドの残存兵や住民の激しい抵抗、嵐の襲来などもあって攻めあぐねたセルジューク軍はトレビゾンドの包囲を解いて撤退したが、これによってトレビゾンド帝国は黒海沿岸を領する小王朝に成り下がってしまったのである。
| 先代 アレクシオス1世 | トレビゾンド皇帝 1220-1235 | 次代 ヨハネス1世 |